# Parròquia de Ķekavas
La Parròquia de Ķekavas (en letó: Daugmales pagasts) és una unitat administrativa del municipi de Ķekava, Letònia. Abans de la reforma territorial administrativa de l'any 2009 pertanyia al raion de Riga.

## Pobles, viles i assentaments
- Alejas
- Bērzmente
- Dzērumi
- Katlakalns
- Ķekava (ciutat)
- Misas
- Plakanciems
- Rāmava
- Valdlauči
- Vimbukrogs